# Coniothyrium fluviatile
Coniothyrium fluviatile är en svampart som beskrevs av Kabát & Bubák 1904. Coniothyrium fluviatile ingår i släktet Coniothyrium och familjen Leptosphaeriaceae.   Inga underarter finns listade i Catalogue of Life.